# 2013-as Formula–1 belga nagydíj
A belga nagydíj volt a 2013-as Formula–1 világbajnokság tizenegyedik futama, amelyet 2013. augusztus 23. és augusztus 25. között rendeztek meg a belgiumi Circuit de Spa-Francorchampson, Spában.

## Szabadedzések

### Első szabadedzés
A belga nagydíj első szabadedzését augusztus 23-án, pénteken délelőtt tartották.
| helyezés | versenyző           | csapat/motor         | elért idő | különbség | futott kör |
| -------- | ------------------- | -------------------- | --------- | --------- | ---------- |
| 1        | Fernando Alonso     | Ferrari              | 1:55,198  | -         | 11         |
| 2        | Paul di Resta       | Force India-Mercedes | 1:55,224  | +0,026    | 10         |
| 3        | Adrian Sutil        | Force India-Mercedes | 1:55,373  | +0,175    | 11         |
| 4        | Sergio Pérez        | McLaren-Mercedes     | 1:55,518  | +0,320    | 14         |
| 5        | Nico Rosberg        | Mercedes             | 1:55,614  | +0,416    | 10         |
| 6        | Sebastian Vettel    | Red Bull-Renault     | 1:55,636  | +0,438    | 14         |
| 7        | Esteban Gutiérrez   | Sauber-Ferrari       | 1:55,954  | +0,756    | 18         |
| 8        | Nico Hülkenberg     | Sauber-Ferrari       | 1:56,110  | +0,912    | 11         |
| 9        | Daniel Ricciardo    | Toro Rosso-Ferrari   | 1:56,770  | +1,572    | 14         |
| 10       | Valtteri Bottas     | Williams-Renault     | 1:56,858  | +1,660    | 18         |
| 11       | Felipe Massa        | Ferrari              | 1:56,863  | +1,665    | 10         |
| 12       | Pastor Maldonado    | Williams-Renault     | 1:57,081  | +1,883    | 14         |
| 13       | Jean-Éric Vergne    | Toro Rosso-Ferrari   | 1:57,084  | +1,886    | 17         |
| 14       | Jenson Button       | McLaren-Mercedes     | 1:57,281  | +2,083    | 14         |
| 15       | Lewis Hamilton      | Mercedes             | 1:57,358  | +2,160    | 10         |
| 16       | Heikki Kovalainen   | Caterham-Renault     | 1:57,821  | +2,623    | 16         |
| 17       | Giedo van der Garde | Caterham-Renault     | 1:57,887  | +2,689    | 16         |
| 18       | Max Chilton         | Marussia-Cosworth    | 1:58,600  | +3,402    | 14         |
| 19       | Mark Webber         | Red Bull-Renault     | 1:58,929  | +3,731    | 12         |
| 20       | Jules Bianchi       | Marussia-Cosworth    | 1:59,209  | +4,011    | 12         |
| 21       | Kimi Räikkönen      | Lotus-Renault        | 1:59,441  | +4,243    | 11         |
| 22       | Romain Grosjean     | Lotus-Renault        | 2:03,176  | +7,978    | 15         |

### Második szabadedzés
A belga nagydíj második szabadedzését augusztus 23-án, pénteken délután tartották.
| helyezés | versenyző           | csapat/motor         | elért idő | különbség | futott kör |
| -------- | ------------------- | -------------------- | --------- | --------- | ---------- |
| 1        | Sebastian Vettel    | Red Bull-Renault     | 1:49,331  | -         | 22         |
| 2        | Mark Webber         | Red Bull-Renault     | 1:49,390  | +0,059    | 34         |
| 3        | Romain Grosjean     | Lotus-Renault        | 1:50,149  | +0,818    | 34         |
| 4        | Felipe Massa        | Ferrari              | 1:50,164  | +0,833    | 27         |
| 5        | Jean-Éric Vergne    | Toro Rosso-Ferrari   | 1:50,253  | +0,922    | 28         |
| 6        | Kimi Räikkönen      | Lotus-Renault        | 1:50,318  | +0,987    | 33         |
| 7        | Fernando Alonso     | Ferrari              | 1:50,510  | +1,179    | 21         |
| 8        | Sergio Pérez        | McLaren-Mercedes     | 1:50,536  | +1,205    | 27         |
| 9        | Nico Rosberg        | Mercedes             | 1:50,601  | +1,270    | 33         |
| 10       | Paul di Resta       | Force India-Mercedes | 1:50,611  | +1,280    | 27         |
| 11       | Adrian Sutil        | Force India-Mercedes | 1:50,629  | +1,298    | 30         |
| 12       | Lewis Hamilton      | Mercedes             | 1:50,751  | +1,420    | 27         |
| 13       | Nico Hülkenberg     | Sauber-Ferrari       | 1:50,972  | +1,641    | 33         |
| 14       | Pastor Maldonado    | Williams-Renault     | 1:50,991  | +1,660    | 28         |
| 15       | Jenson Button       | McLaren-Mercedes     | 1:51,195  | +1,864    | 28         |
| 16       | Daniel Ricciardo    | Toro Rosso-Ferrari   | 1:51,447  | +2,116    | 26         |
| 17       | Valtteri Bottas     | Williams-Renault     | 1:51,568  | +2,237    | 28         |
| 18       | Esteban Gutiérrez   | Sauber-Ferrari       | 1:51,644  | +2,313    | 26         |
| 19       | Giedo van der Garde | Caterham-Renault     | 1:53,157  | +3,826    | 21         |
| 20       | Charles Pic         | Caterham-Renault     | 1:53,251  | +3,920    | 29         |
| 21       | Jules Bianchi       | Marussia-Cosworth    | 1:53,482  | +4,151    | 28         |
| 22       | Max Chilton         | Marussia-Cosworth    | 1:54,418  | +5,087    | 12         |

### Harmadik szabadedzés
A belga nagydíj harmadik szabadedzését augusztus 24-én, szombaton délelőtt tartották.
| helyezés | versenyző           | csapat/motor         | elért idő | különbség | futott kör |
| -------- | ------------------- | -------------------- | --------- | --------- | ---------- |
| 1        | Sebastian Vettel    | Red Bull-Renault     | 1:48,327  | -         | 16         |
| 2        | Fernando Alonso     | Ferrari              | 1:48,432  | +0,105    | 14         |
| 3        | Mark Webber         | Red Bull-Renault     | 1:48,533  | +0,206    | 16         |
| 4        | Jean-Éric Vergne    | Toro Rosso-Ferrari   | 1:48,776  | +0,449    | 15         |
| 5        | Felipe Massa        | Ferrari              | 1:48,788  | +0,461    | 15         |
| 6        | Jenson Button       | McLaren-Mercedes     | 1:48,882  | +0,555    | 13         |
| 7        | Esteban Gutiérrez   | Sauber-Ferrari       | 1:48,930  | +0,603    | 18         |
| 8        | Romain Grosjean     | Lotus-Renault        | 1:48,967  | +0,640    | 14         |
| 9        | Nico Rosberg        | Mercedes             | 1:48,993  | +0,666    | 16         |
| 10       | Kimi Räikkönen      | Lotus-Renault        | 1:49,008  | +0,681    | 17         |
| 11       | Daniel Ricciardo    | Toro Rosso-Ferrari   | 1:49,035  | +0,708    | 15         |
| 12       | Lewis Hamilton      | Mercedes             | 1:49,046  | +0,719    | 17         |
| 13       | Adrian Sutil        | Force India-Mercedes | 1:49,122  | +0,795    | 15         |
| 14       | Valtteri Bottas     | Williams-Renault     | 1:49,177  | +0,850    | 15         |
| 15       | Paul di Resta       | Force India-Mercedes | 1:49,226  | +0,899    | 14         |
| 16       | Sergio Pérez        | McLaren-Mercedes     | 1:49,417  | +1,090    | 14         |
| 17       | Nico Hülkenberg     | Sauber-Ferrari       | 1:49,478  | +1,151    | 19         |
| 18       | Pastor Maldonado    | Williams-Renault     | 1:50,418  | +2,091    | 14         |
| 19       | Charles Pic         | Caterham-Renault     | 1:51,416  | +3,089    | 15         |
| 20       | Giedo van der Garde | Caterham-Renault     | 1:51,800  | +3,473    | 18         |
| 21       | Jules Bianchi       | Marussia-Cosworth    | 1:52,221  | +3,894    | 17         |
| 22       | Max Chilton         | Marussia-Cosworth    | 1:53,507  | +5,180    | 18         |

## Időmérő edzés
A belga nagydíj időmérő edzését augusztus 24-én, szombaton futották.
| helyezés              | rajtszám | versenyző           | csapat/motor         | 1. rész  | 2. rész  | 3. rész  | rajthely |
| --------------------- | -------- | ------------------- | -------------------- | -------- | -------- | -------- | -------- |
| 1                     | 10       | Lewis Hamilton      | Mercedes             | 2:00,368 | 1:49,067 | 2:01,012 | 1        |
| 2                     | 1        | Sebastian Vettel    | Red Bull-Renault     | 2:01,863 | 1:48,646 | 2:01,200 | 2        |
| 3                     | 2        | Mark Webber         | Red Bull-Renault     | 2:01,597 | 1:48,641 | 2:01,325 | 3        |
| 4                     | 9        | Nico Rosberg        | Mercedes             | 2:01,099 | 1:48,552 | 2:02,251 | 4        |
| 5                     | 14       | Paul di Resta       | Force India-Mercedes | 2:02,338 | 1:48,925 | 2:02,332 | 5        |
| 6                     | 5        | Jenson Button       | McLaren-Mercedes     | 2:01,301 | 1:48,641 | 2:03,075 | 6        |
| 7                     | 8        | Romain Grosjean     | Lotus-Renault        | 2:02,476 | 1:48,649 | 2:03,081 | 7        |
| 8                     | 7        | Kimi Räikkönen      | Lotus-Renault        | 2:01,151 | 1:48,296 | 2:03,390 | 8        |
| 9                     | 3        | Fernando Alonso     | Ferrari              | 2:00,190 | 1:48,309 | 2:03,482 | 9        |
| 10                    | 4        | Felipe Massa        | Ferrari              | 2:01,462 | 1:49,020 | 2:04,059 | 10       |
| 11                    | 11       | Nico Hülkenberg     | Sauber-Ferrari       | 2:01,712 | 1:49,088 |          | 11       |
| 12                    | 15       | Adrian Sutil        | Force India-Mercedes | 2:02,749 | 1:49,103 |          | 12       |
| 13                    | 6        | Sergio Pérez        | McLaren-Mercedes     | 2:02,425 | 1:49,304 |          | 13       |
| 14                    | 21       | Giedo van der Garde | Caterham-Renault     | 2:00,564 | 1:52,036 |          | 14       |
| 15                    | 22       | Jules Bianchi       | Marussia-Cosworth    | 2:02,110 | 1:52,563 |          | 15       |
| 16                    | 23       | Max Chilton         | Marussia-Cosworth    | 2:02,948 | 1:52,762 |          | 16       |
| 17                    | 16       | Pastor Maldonado    | Williams-Renault     | 2:03,072 |          |          | 17       |
| 18                    | 18       | Jean-Éric Vergne    | Toro Rosso-Ferrari   | 2:03,300 |          |          | 18       |
| 19                    | 19       | Daniel Ricciardo    | Toro Rosso-Ferrari   | 2:03,317 |          |          | 19       |
| 20                    | 17       | Valtteri Bottas     | Williams-Renault     | 2:03,432 |          |          | 20       |
| 21                    | 12       | Esteban Gutiérrez   | Sauber-Ferrari       | 2:04,324 |          |          | 21       |
| 22                    | 20       | Charles Pic         | Caterham-Renault     | 2:07,384 |          |          | 22       |
| 107%-os idő: 2:08,603 |          |                     |                      |          |          |          |          |

## Futam
A belga nagydíj futamát augusztus 25-én, vasárnap rendezték.
| helyezés | rajtszám | versenyző           | csapat/motor         | futott kör | idő/kiesés oka | rajthely | pont |
| -------- | -------- | ------------------- | -------------------- | ---------- | -------------- | -------- | ---- |
| 1        | 1        | Sebastian Vettel    | Red Bull-Renault     | 44         | 1:23:42,196    | 2        | 25   |
| 2        | 3        | Fernando Alonso     | Ferrari              | 44         | +16,869        | 9        | 18   |
| 3        | 10       | Lewis Hamilton      | Mercedes             | 44         | +27,734        | 1        | 15   |
| 4        | 9        | Nico Rosberg        | Mercedes             | 44         | +29,872        | 4        | 12   |
| 5        | 2        | Mark Webber         | Red Bull-Renault     | 44         | +33,845        | 3        | 10   |
| 6        | 5        | Jenson Button       | McLaren-Mercedes     | 44         | +40,794        | 6        | 8    |
| 7        | 4        | Felipe Massa        | Ferrari              | 44         | +53,922        | 10       | 6    |
| 8        | 8        | Romain Grosjean     | Lotus-Renault        | 44         | +55,846        | 7        | 4    |
| 9        | 15       | Adrian Sutil        | Force India-Mercedes | 44         | +1:09,547      | 12       | 2    |
| 10       | 10       | Daniel Ricciardo    | Toro Rosso-Ferrari   | 44         | +1:13,470      | 19       | 1    |
| 11       | 6        | Sergio Pérez        | McLaren-Mercedes     | 44         | +1:21,936      | 13       |      |
| 12       | 18       | Jean-Éric Vergne    | Toro Rosso-Ferrari   | 44         | +1:26,740      | 18       |      |
| 13       | 11       | Nico Hülkenberg     | Sauber-Ferrari       | 44         | +1:28,258      | 11       |      |
| 14       | 12       | Esteban Gutiérrez   | Sauber-Ferrari       | 44         | +1:40,436      | 21       |      |
| 15       | 17       | Valtteri Bottas     | Williams-Renault     | 44         | +1:47,456      | 20       |      |
| 16       | 21       | Giedo van der Garde | Caterham-Renault     | 43         | +1 kör         | 14       |      |
| 17       | 16       | Pastor Maldonado    | Williams-Renault     | 43         | +1 kör         | 17       |      |
| 18       | 22       | Jules Bianchi       | Marussia-Cosworth    | 43         | +1 kör         | 15       |      |
| 19       | 23       | Max Chilton         | Marussia-Cosworth    | 42         | +2 kör         | 16       |      |
| ki       | 14       | Paul di Resta       | Force India–Mercedes | 26         | baleset        | 5        |      |
| ki       | 7        | Kimi Räikkönen      | Lotus-Renault        | 25         | fékhiba        | 8        |      |
| ki       | 20       | Charles Pic         | Caterham-Renault     | 8          | olaj szivárgás | 22       |      |

## A világbajnokság állása a verseny után
| H   | Versenyzők       | Pont | H   | Konstruktőrök        | Pont |
| --- | ---------------- | ---- | --- | -------------------- | ---- |
| 1.  | Sebastian Vettel | 197  | 1.  | Red Bull-Renault     | 312  |
| 2.  | Fernando Alonso  | 151  | 2.  | Mercedes             | 235  |
| 3.  | Lewis Hamilton   | 139  | 3.  | Ferrari              | 218  |
| 4.  | Kimi Räikkönen   | 134  | 4.  | Lotus-Renault        | 187  |
| 5.  | Mark Webber      | 115  | 5.  | McLaren-Mercedes     | 65   |
| 6.  | Nico Rosberg     | 96   | 6.  | Force India-Mercedes | 61   |
| 7.  | Felipe Massa     | 67   | 7.  | Toro Rosso-Ferrari   | 25   |
| 8.  | Romain Grosjean  | 53   | 8.  | Sauber-Ferrari       | 7    |
| 9.  | Jenson Button    | 47   | 9.  | Williams-Renault     | 1    |
| 10. | Paul di Resta    | 36   | 10. | Marussia-Cosworth    | 0    |

(A teljes táblázat)

## Statisztikák
- Vezető helyen:
  - Sebastian Vettel : 44 kör (1-44)
- Sebastian Vettel 31. győzelme, 19. leggyorsabb köre.
- A Red Bull 39. győzelme.
- Lewis Hamilton 31. pole-pozíciója.
- Sebastian Vettel 54., Fernando Alonso 92., Lewis Hamilton 54. dobogós helyezése.